# Zhu (朱)
Zhu 朱 is een veel voorkomende Chinese achternaam. De naam wordt in Hongkong door HK-romanisatie en is in het Vietnamees Chu en komt in Singapore voor als Choo. Zhu 朱 staat op de 17e plaats in de Baijiaxing.

## Bekende personen met de naam 朱
- koningshuis van de Late Liang-dynastie
- koningshuis van de Ming-dynastie
- Zhu Da 1625–1705
- Zhu Ruoji 1642–1707
- Zhu De 1886–1976
- Zhu Lin 1984
- Zhu Rongji 1928
- Zhu Shijie 1260–1320
- Zhu Wen 1967
- Zhu Xi 1130–1200
- Zhu Yuanzhang 1328–1398

## Tanghao
Binnen de groep mensen met de achternaam Zhu hebben zich families met hun eigen tempel gevormd. Een tanghao is een dergelijke familietempel. Voorbeelden ervan zijn
- Bailutang 白鹿堂
- Jujingtang 居敬堂
- Zhejiantang 折檻堂
- Fengyangtang 鳳陽堂

## Zhu in het Chinees anders geschreven
De Chinese achternaam Zhu wordt met pinyin hetzelfde geschreven, maar in Chinees schrift verschillend.
- Zhu (祝)
- Zhu (诸)
- Zhu (竺)